# Управління у справах релігій (Туреччина)
Управління у справах релігій Республіки Туреччина (тур. Diyanet İşleri Başkanlığı, зазвичай називають просто Diyanet) є офіційною державною установою, заснованою в 1924 році наказом Мустафи Кемаля Ататюрка відповідно до статті 136 Конституції Туреччини. Виконувати деякі адміністративні обов'язки, якими раніше керував Шейх аль-Іслам, до скасування Османської імперії.
Відповідно до закону, обов'язки Діянету полягають у «управлінні справами, пов'язаними з вірою та культом релігії Іслам». «Діянет» складає щотижневі проповіді, які виголошуються в 85 000 мечетей країни та понад 2 000 мечетей за кордоном, які функціонують під управлінням дирекції. Він надає дітям освіту з Корану, навчає та наймає всіх турецьких імамів.

## Діяльність та історія
Під час правління Демократичної партії Імама Хатіпа школи, які проводили уроки релігії та керувалися Діянетом, (знову) відкрилися. Кількість шкіл, що пропонують уроки Корану, зросла з 61 до 1946 року до 118 у 1948 році. З 1975 року випускники шкіл Імам Хатіпа отримували такий самий статус, як і звичайні випускники середніх шкіл, і тому їм було надано дозвіл навчатися в університетах. У 1975 році було понад 300 шкіл Імам Хатіпа, в яких навчалося майже 300 000 учнів. У 1984 році в Німеччині було відкрито Турецько-ісламський союз у справах релігій (Diyanet İşleri Türk İslam Birliği, або DİTİB), щоб задовольнити релігійні потреби великої турецької діаспори.
У 2005 році Діянет призначив 450 жінок ваізами (проповідниками для жінок).
У 2006 році Папа Бенедикт XVI відвідав Діянет, де зустрівся з його тодішнім президентом Алі Бардакоглу та з різними турецькими мусульманськими лідерами, серед яких були муфтії Анкари та Стамбула.

## Міжнародна діяльність
Організація Діянет переклала Коран багатьма мовами та допомагає безкоштовному поширенню його змістовного перекладу у світі. У рамках своєї міжнародної діяльності Діянет сприяє в реалізації релігійних потреб громадянам Туреччини та іншим мусульманським народам, надаючи релігійних вчителів (імамів) та літературу з Ісламу.
Так, наприклад, у Бельгії, починаючи з 1982 року, 62 із понад 100 турецьких мечетей підпорядковані Belçika Türk İslam Diyanet Vakfı (BTİDV). Більшість турецьки мечетей у Нідерландах також є частиною цієї організації — таких установ у 2018 році було 146. Діянет дозволила політичній партії Denk, представленій у парламенті, просувати себе в підконтрольних їй мечетях.